# 鈴木貴志
鈴木 貴志（すずき あつし、1979年3月1日 - ）は、北海道出身の元プロ野球選手（投手）。

## 来歴・人物

### プロ入り前
1996年、第78回全国高等学校野球選手権大会に出場。1回戦で前川克彦投手擁するPL学園高の前に敗退。
1999年、王子製紙苫小牧で第70回都市対抗野球大会に出場。その後、チーム統合で移籍した王子製紙で2002年第73回都市対抗野球大会に出場。
2002年のドラフト5巡目で千葉ロッテマリーンズに入団。

### プロ入り後
2004年、一軍試合登板がないまま、球団から戦力外通告を受ける。

### ロッテ退団後
2005年、社会人チーム・旭川グレートベアーズに入団し、投手兼任コーチを経て兼任監督を務める。
2016年の学生野球資格回復研修を受講したうえで、翌2017年2月7日に日本学生野球協会より学生野球資格回復の適性認定を受けたことにより、学生野球選手への指導が可能となる。

## 詳細情報

### 年度別投手成績
- 一軍公式戦出場なし

### 背番号
- 15 （2003年 - 2004年）